# اخلال در صلح
اخلال در صلح یا بهم‌زدن آرامش (به انگلیسی: Disturbing the Peace) یک فیلم اکشن، دلهره‌آور و وسترن جدید آمریکایی محصول سال ۲۰۲۰ به کارگردانی یورک شکلتن با بازی گای پیرس و کلی گریسون است.

## داستان
کلانتر یک شهر کوچک، از زمانی که تفنگداران تگزاس را ترک کرده‌است، با خود سلاحی حمل نکرده. اکنون او مجبور است برای مبارزه با گروهی از موتورسواران خلافک ار که برای دزدی به شهرش حمله کرده‌اند، دوباره تفنگ به دست بگیرد.